# Campanophyllum
Campanophyllum es un género de fungi de la familia Cyphellaceae. El género es monotípico, conteniendo únicamente la especie Campanophyllum proboscideum, que se encuentra en Costa Rica.